# Cyril Goldie
Pour les articles homonymes, voir Goldie (homonymie).
Cyril Russell Goldie (1873-1942) est un artiste britannique, à la fois gambiste, peintre, graveur et enseignant, associé au mouvement Arts & Crafts et à la redécouverte de la musique ancienne au début du XXe siècle.

## Biographie
Troisième fils de Bruce Goldie (1842–1897), brasseur originaire d'Écosse, et de Mary Agnes Morton (1844–1926), originaire du Staffordshire, Cyril Russell Goldie naît et grandit à Chelsea, au 35 Tedworth Square, dans une famille qui compte huit enfants. Dès 1893, il y donne des concerts solo en tant que violoncelliste, interprétant d'anciennes mélodies vénitiennes. 
Deux ans plus tôt, il s'était inscrit dans une école préparatoire pour être architecte, mais abandonna assez vite. Doué pour le dessin, il devient étudiant à la Slade School of Fine Art. Installé sur King's Road avec son camarade Alfred Robert Hayward (1875–1971), il commence à livrer des compositions à des périodiques luxueux, proche par l'esprit de l'esthétisme et du mouvement Arts & Crafts. Ses premiers dessins témoignent d'un certain mysticisme macabre puisant dans les mythologies occidentales, qui ne dénote pas avec celui des Yellow Nineties. Ses collaborations les plus connues à cette époque vont à la revue trimestrielle The Quarto, an Artistic, Litterary & Musical Quaterly (Londres, J. S. Virtue, 1896-1897),. Le critique et artiste Joseph Pennell en témoigne dans l'un de ses essais, et la revue The Studio publie certains des ex-libris, que Goldie exécute à l'eau-forte, une technique qu'il semble apprécier. Vers 1901, il collabore à The Artist, exécutant le motif de la couverture. Il devient membre du New English Art Club.
Durant l'été 1904, il épouse Mary Shepherd Blakeley (1873-1952), qui est, comme lui, une musicienne accomplie : le couple va former un duo d'interprètes de musiques issues des répertoires du XVIe, XVIIe et XVIIIe siècles, pratiquant des instruments anciens, comme la viole de gambe. En 1911, ils s'installent à Liverpool. Cyril devient professeur de dessin et de gravure à la City of Liverpool School of Architecture and Applied Art. Au début des années 1920, Cyril et Mary entrent en relation avec Arnold Dolmetsch, et participent à ses côtés à plusieurs performances musicales dans cette ville, puis à Haslemere.

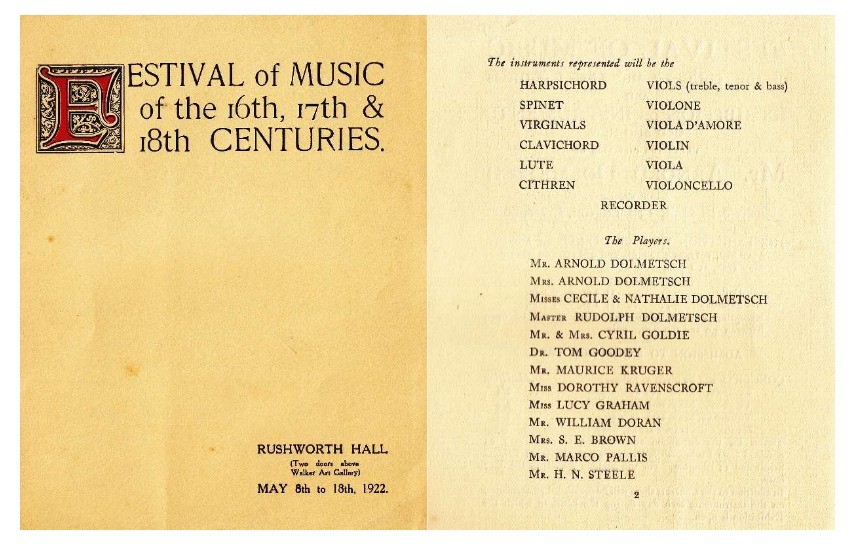
Programme d'un concert donné à Liverpool (1922).

Le couple déménage en 1925 pour Londres. Cyril devient bibliothécaire et professeur de gravure à la Central School of Arts and Crafts. Il expose en 1928 à la Petterson Gallery (Londres). En février 1930, il est élu membre de The British Institute of Industrial Art. En 1935, il collabore à l'organisation de l'Exposition internationale des arts chinois, tenue à Londres. L'influence de la peinture chinoise est de fait particulièrement sensible sur certaines de ses compositions graphiques tardives.
Durant l'hiver 1938–1939, le couple Goldie déménage à Potters Bar, situé au nord du Grand Londres, où ils organisent de nombreux concerts privés, et font partie des cofondateurs de la « Society of Recorder Players » avec Arnold Dolmetsch, sa famille et ses amis.
Cyril Goldie meurt en juin 1942 à Edmonton.

## Œuvre
Les productions graphiques de Cyril Goldie comprennent des dessins à la plume, des aquarelles, et des estampes (principalement des eaux-fortes).

### Collections publiques
- Londres :
  - British Museum[9]
  - Victoria & Albert Museum[10]
- Liverpool
  - National Museums Liverpool - Walker Art Gallery[11]

Choix d'images de Cyril Goldie
Vignette pour The Quarto (dessin, 1896)
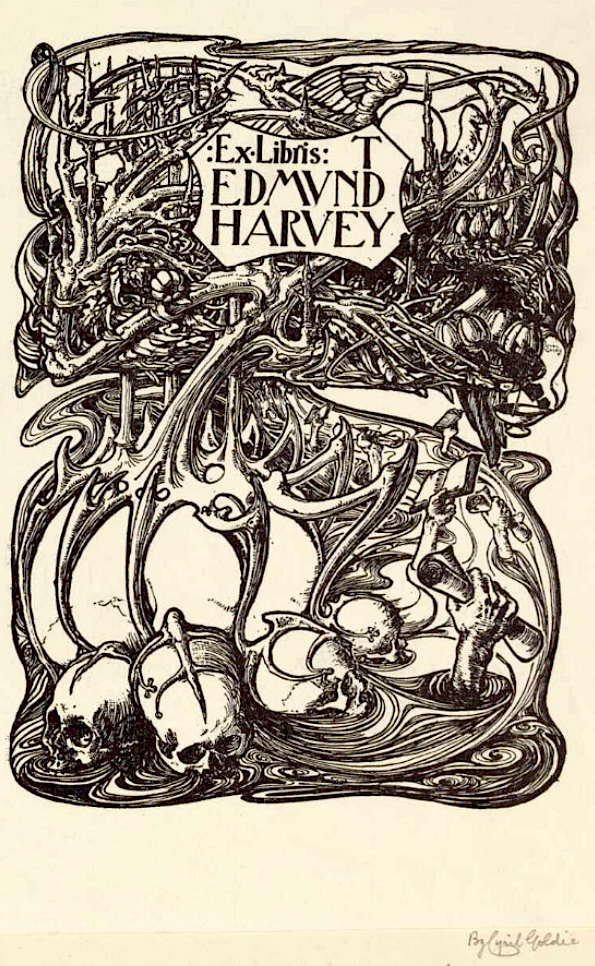
Ex-libris (eau-forte, 1896) pour Thomas Edmund Harvey
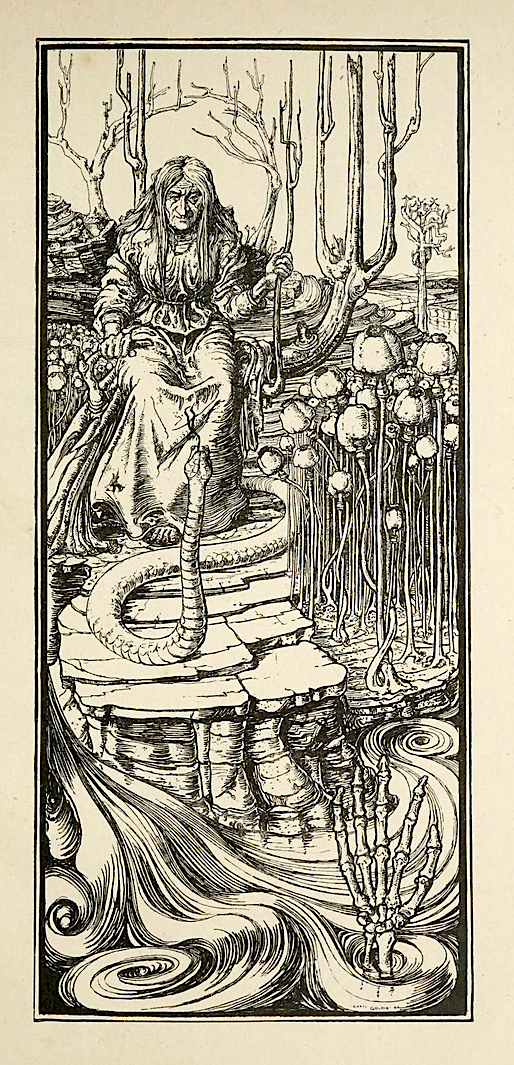
The Brink (dessin, 1896)
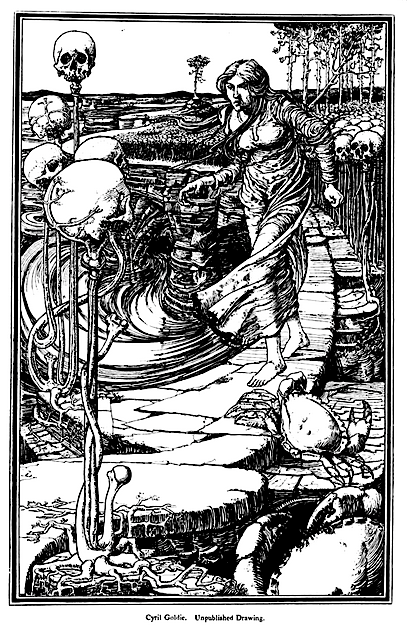
Dessin (1897)
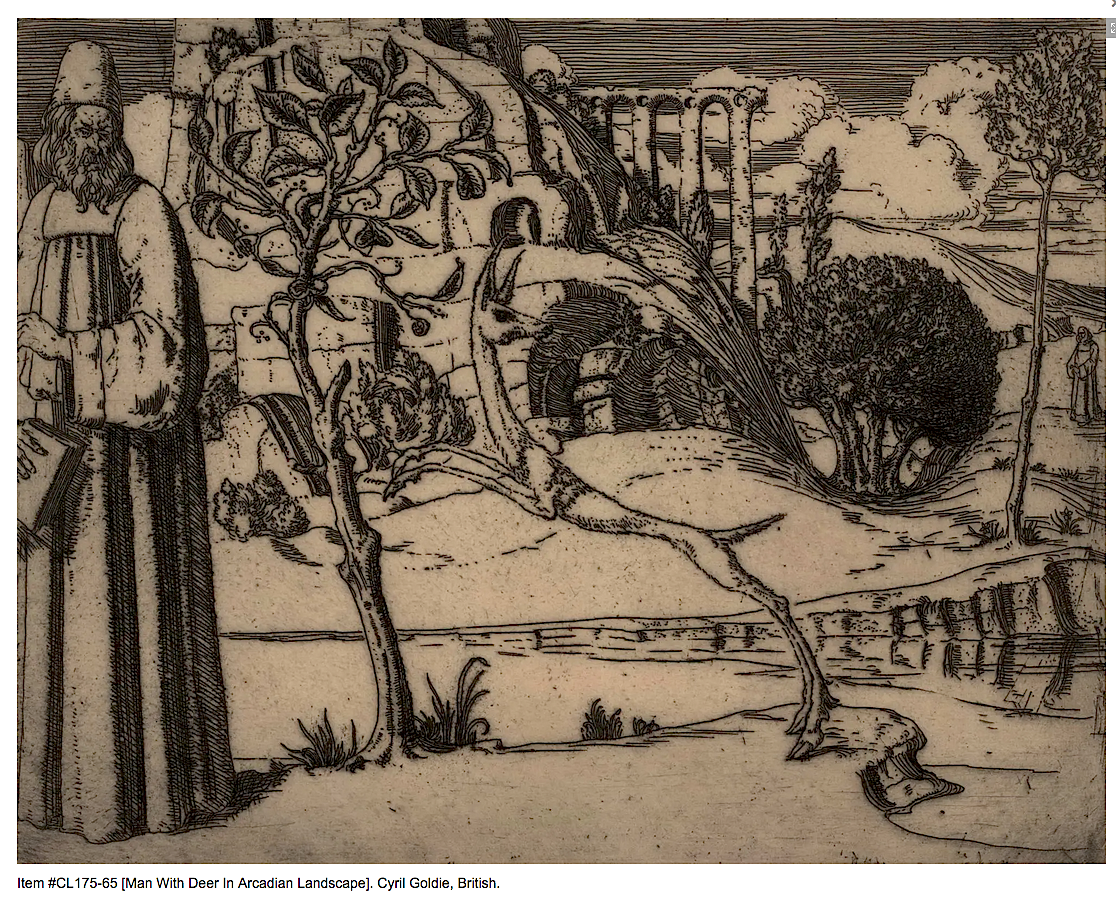
Scholar and Deer (eau-forte, vers 1900)
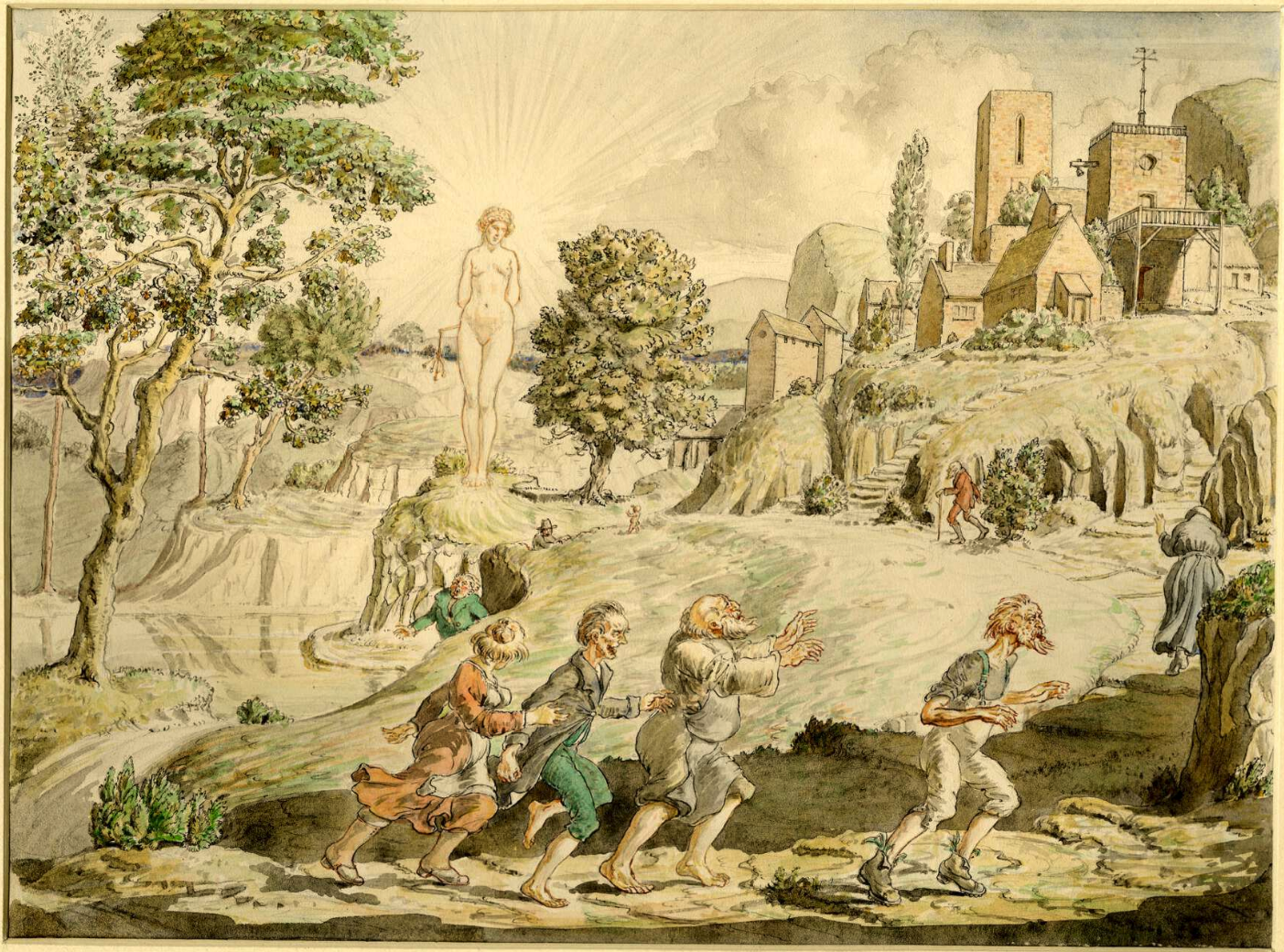
Aquarelle (s.d.)